# کوزی‌کوو
کوزی‌کوو (انگلیسی: Kuvykovo) یک شهرک در شهرستان کوشنارنکوفسکی جمهوری باشقیرستان در کشور روسیه است.